# اندیشه مگالی

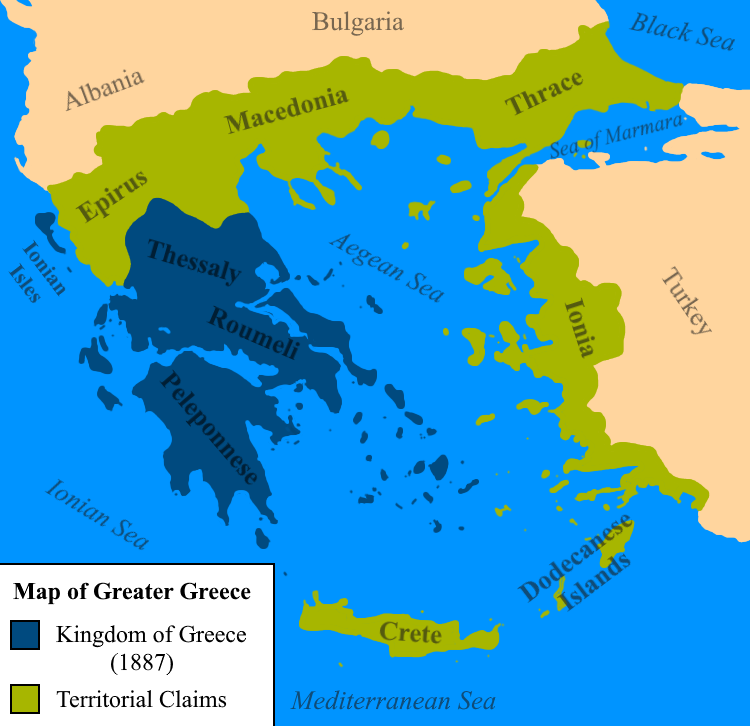
نقشه یونان بزرگ که در کنفرانس صلح پاریس در سال ۱۹۱۹ توسط الفتریوس ونیزلوس پیشنهاد شد

اندیشه مگالی (یونانی: Μεγάλη Ιδέα؛ به معنای «اندیشه بزرگ») یک مفهوم بازپیوندخواهانه بود که هدف احیای امپراتوری بیزانس را با بنیان‌گذاری یک یونان بیان می‌کرد که که دربرگیرنده جمعیت یونانی بزرگی که پس از پایان جنگ استقلال یونان (۱۸۲۸–۱۸۲۱) هنوز تحت حکومت عثمانی بودند و تمام مناطقی که از دوران باستان به‌طور سنتی به یونانیان تعلق داشتند (بخش‌هایی از جنوب بالکان، آسیای کوچک و قبرس)، بود.
این اصطلاح برای نخستین بار در دوران مناظره‌های نخست‌وزیر ایوانیس کولتیس با شاه اوتو پیش از اعلام قانون اساسی ۱۸۴۴ به کار گرفته شد. این امر بر روابط خارجی یونان و همچنین در سیاست داخلی در بیشتر نخستین سده استقلال یونان نقش بسزایی داشت. اندیشه مگالی در سال ۱۸۴۴ مفهوم نوینی بود اما در واقع در روان یونانیان ریشه داشت که مدت‌ها به رهایی از حکومت عثمانی و بازسازی امپراتوری بیزانس امید داشتند.
Πάλι με χρόνια με καιρούς,
πάλι δικά μας θα 'ναι!
(باری دیگر، گرچه سال‌ها و زمان‌ها از آن می‌گذرد، باری دیگر آن‌ها از آن ما خواهند بود).
اندیشه مگالی بر احیای امپراتوری روم شرقی (بیزانس) با بنیان‌گذاری کشور یونان دلالت داشت که که همان‌طور که استرابون جغرافی‌دان باستانی نوشته، در بر گیرنده سرزمین‌های بیزانس پیشین از دریای یونان به غرب، آناتولی و دریای سیاه از شرق و از تراکیه، مقدونیه و اپیروس از شمال، تا کرت و قبرس در جنوب است. این کشور جدید قسطنطنیه را به عنوان پایتخت خود خواهد داشت و «یونان دو قاره و پنج دریا» (به ترتیب اروپا و آسیا، دریاهای یونان، اژه، مرمره، سیاه و لیبی) خواهد بود.
این اندیشه در سیاست‌های داخلی و خارجی یونان از جنگ استقلال در دهه ۱۸۲۰ تا جنگ‌های بالکان در آغاز سده بیستم برتری داشت و پس از شکست یونان در جنگ یونان و ترکیه (۱۹۲۲–۱۹۱۹)، آتش‌سوزی سمورنا در سال ۱۹۲۲ و در پی آن جابه‌جایی جمعیت میان یونان و ترکیه در ۱۹۲۳ رو به کم‌رنگی نهاد. با وجود پایان پروژه اندیشه مگالی در سال ۱۹۲۲، دولت یونان پنج بار در تاریخ خود، یا از طریق فتح نظامی یا دیپلماسی (اغلب با حمایت انگلیس)، گسترش یافت. پس از بنیان‌گذاری یونان در سال ۱۸۳۰، این کشور جزایر ایونی (پیمان لندن، ۱۸۶۴)، تسالی (پیمان قسطنطنیه، ۱۸۸۱)، مقدونیه، کرت، (جنوب) اپیروس و جزایر شرقی اژه (پیمان بخارست، ۱۹۱۳)، تراکیه غربی (پیمان نویی، ۱۹۲۰) و دودکانسا (پیمان صلح با ایتالیا، ۱۹۴۷) را به خاک خود افزود. سپس مفهوم انوسیس پدید آمد.